# Гонолек жовтогрудий
Гонолек жовтогрудий (Laniarius atroflavus) — вид горобцеподібних птахів родини гладіаторових (Malaconotidae). Мешкає в Камеруні та Нігерії.

## Поширення і екологія
Жовтогруді гонолеки поширені в Камеруні та на південному сході Нігерії. Вони живуть у гірських тропічних лісах Камерунського нагір'я, в чагарникових заростях, на берегах річок і струмків на висоті від 1500 до 2900 м над рівнем моря.

## Поведінка
Сезон розмноження триває з листопада по березень. В кладці 2 яйця.